# Diecezja Mongomo
Diecezja Mongomo (łac.:  Dioecesis Mongomensis) – rzymskokatolicka diecezja w Gwinei Równikowej, podlegająca pod metropolię Malabo.
Siedziba biskupa znajduje się przy katedrze Niepokalanego Poczęcia NMP w Mongomo.

## Historia
- 1 kwietnia 2017 – utworzenie diecezji Mongomo[1]

## Biskupi
- bp Juan Domingo-Beka Esono Ayang (od 2017)